# Muntanyes Khatak
Muntanyes Khatak (Khatak Hills) és una serralada muntanyosa als districtes de Kohat i Peshawar, a la Província de la Frontera del Nord-oest, Pakistan. Reben el nom de la tribu paixtu dels khatak.
El riu Teri Toi divideix el sistema en dos grups principals: la part sud, famosa per les mines de sal de Narri, Bahadur Khel i Kharrak; i la part nord, amb les mines de Malgin i Jatta. La part sud arriba fins prop de 1000 metres però al nord el Swanai Sir, té 1483 metres. La sal fa importants aquestes muntanyes i en molts lloc està a la vista i no cal l'extracció per mines sinó com a pedrera. La sal és de color blau grisós, i també s'hi troba pissarra en quantitat considerable. Jatta és el principal centre d'extracció. El punt més alt de les muntanyes és el Jawala Sir de 1.584 metres.
Al districte de Peshawar als peus d'aquestes muntanyes, hi ha la famosa capella de Kaka Sahib, quarter general del clan dels Kaka Khels, descendents de Shaikh Rahim Kar, un Khatak, que són considerats pels altres habitants com a homes sants (a més viatgen por molts llocs com a comerciants). La collada principal és la de Mir Kalan amb una carretera d'interès militar.